# مارهای سرتخت
مارهای سرتخت (نام علمی: Platyceps) یک سرده از مارهای خانوادهٔ قمچه‌ماران است.
این سرده در سال ۱۸۶۰ توسط ادوارد بلیت گونه‌های توصیف‌شده پیشین را متحد ساخت. نام سردهٔ Platyceps در سال ۱۸۷۷ برای یک گونه فسیل به کار رفته بود که اکنون با نام Platycepsion wilkinsoni شناخته می‌شود.
بیست و نه گونهشناخته شده‌اند.